# Sam Lowes
Samuel Deane "Sam" Lowes (Lincoln, Inglaterra, 14 de septiembre de 1990) es un piloto de motociclismo británico que corre en el Campeonato Mundial de Superbikes con el equipo Elf Marc VDS Racing Team.
Ganó el Campeonato Mundial de Supersport en 2013 montando una Yamaha YZF-R6 para el equipo ruso Yakhnich Motorsport en el campeonato, también ganó el Campeonato británico de Supersport de 2010 montando una Honda CBR600RR.

## Biografía
Durante su año de campeonato en el campeonato británico consiguió cinco victorias, incluyendo tres victorias consecutivas y tres pole positions, ganando en Brands Hatch, Knockhill, Cadwell Park, Croft y Silverstone, junto con cinco podios. Posteriormente se trasladó al Campeonato Mundial de Supersport a tiempo completo en 2011 firmando para el equipo Parkalgar Honda. En su primer año completo consiguió seis podios, terminando sexto en la general con 129 puntos. En 2012, se trasladó al Bogdanka PTR Honda, un equipo hermano del Parkalgar Honda, y consiguió dos victorias en las rondas de Donington Park y Aragón. En 2013 se trasladó al equipo Yakhnich Motorsport montando una Yamaha semioficial. Él es el hermano gemelo del piloto del Campeonato Mundial de Superbikes Alex Lowes.

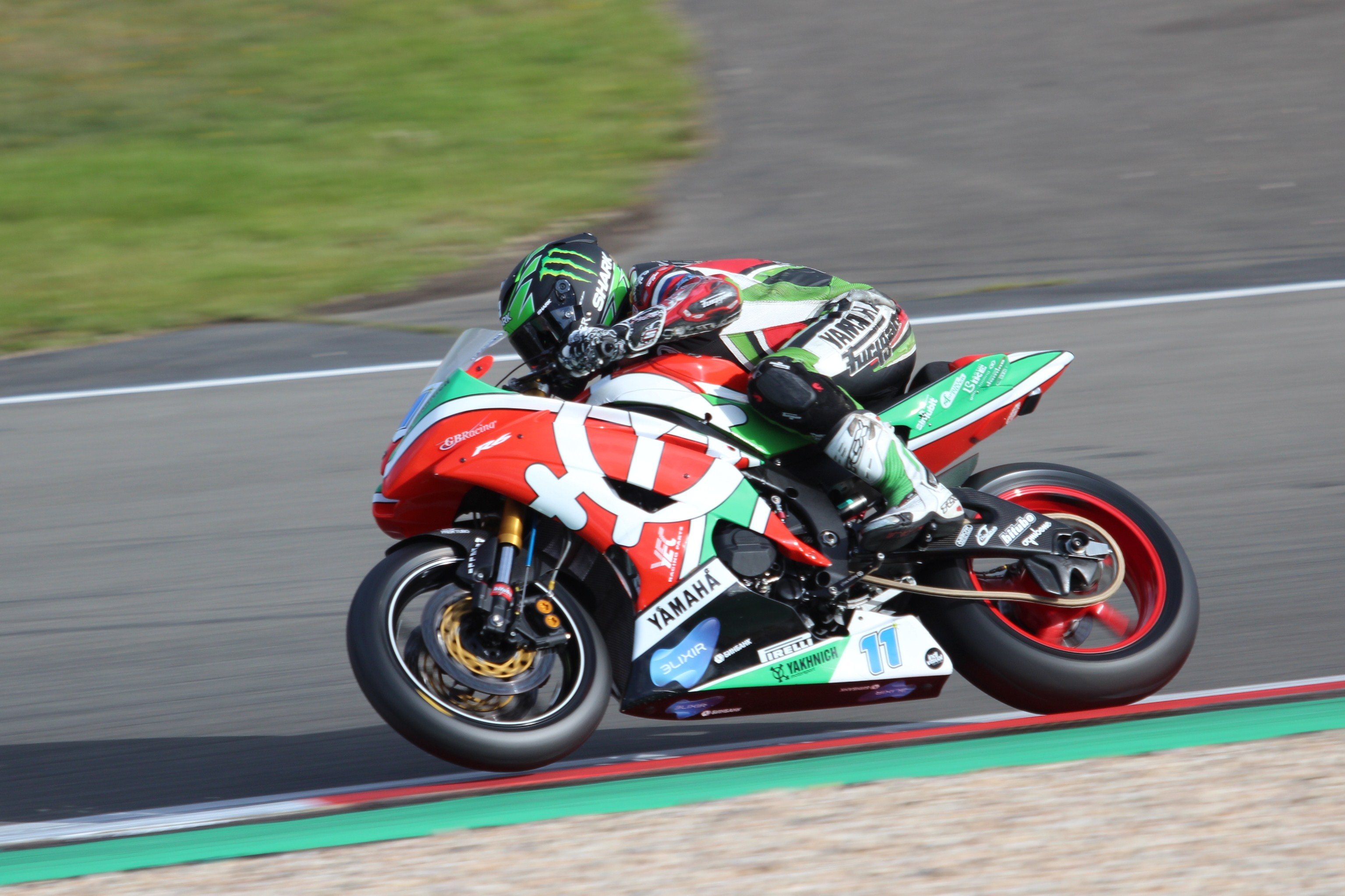
Lowes en Nürburgring

Lowes se adjudicó el Campeonato Mundial de Supersport en 2013 con una ronda restante en Magny-Cours, terminando en segundo lugar en la carrera. Estaba programado que compitiera en el Campeonato Mundial de Superbikes en 2014 con Yakhnich, sin embargo, estos planes cayeron a medida que el equipo decidió saltar al campeonato sin Yamaha. En cambio, optó por unirse al Campeonato del Mundo de Moto2 con el equipo de Speed Up, firmando un contrato de dos años con el equipo.
Para el 2016 en adelante, Lowes firmó un contrato de tres años respaldado por Aprilia, lo que le permitió continuar en Moto2 para 2016 con el equipo de Gresini y un cambio de chasis de Speed Up a Kalex. Además de esto, Lowes tuvo el beneficio añadido de ser el piloto oficial de pruebas de MotoGP de Aprilia, con un movimiento anticipado para competir por Aprilia en la primera categoría de MotoGP para las temporadas 2017 y 2018.
En 2019, Lowes volvió al Federal Oil Gresini Moto2 después de una mala temporada 2018. En su regreso al equipo no tuvo el éxito que lo hizo catapultarse a MotoGP. En la temporada alternó entre buenos resultados y caídas, en cualquier caso sin poder subirse al podio en ninguna de las diecinueve carreras de la temporada. Sus dos mejores resultados de la temporada fueron dos quintos puestos consecutivos en los grandes premios de San Marino y Aragón.
En 2020, Lowes fichó por el EG 0,0 Marc VDS para hacer dupla con Álex Márquez y luego con Augusto Fernández ante el fichaje de Márquez por el Repsol Honda Team. Este cambio de equipo resultó muy positivo para él a pesar de no diputar la primera carrera de la temporada en Catar debido a una lesión occurrida en un test privado de pretemporada en Jerez.

## Estadísticas

### Campeonato Mundial de Supersport

#### Por temporada
| Temp. | Moto           | Equipo              | Carreras | Victorias | Podios | Poles | V.Rap. | Pts | Pos  |
| ----- | -------------- | ------------------- | -------- | --------- | ------ | ----- | ------ | --- | ---- |
| 2009  | Honda CBR600RR | Echo CRS Grand Prix | 5        | 0         | 0      | 0     | 0      | 0   | NC   |
| 2010  | Honda CBR600RR | GNS Racing          | 1        | 0         | 0      | 0     | 0      | 6   | 25.º |
| 2011  | Honda CBR600RR | Parkalgar Honda     | 12       | 0         | 6      | 1     | 2      | 129 | 6.º  |
| 2012  | Honda CBR600RR | Bogdanka PTR Honda  | 13       | 2         | 6      | 4     | 3      | 172 | 3.º  |
| 2013  | Yamaha YZF-R6  | Yakhnich Motorsport | 12       | 6         | 11     | 9     | 7      | 250 | 1.º  |
| Total |                |                     | 43       | 8         | 23     | 14    | 12     | 557 |      |

#### Carreras por año
(Carreras en negrita indica pole position, carreras en cursiva indica vuelta rápida)
| Año  | Equipo | 1     | 2       | 3       | 4     | 5     | 6      | 7     | 8       | 9     | 10     | 11     | 12      | 13      | 14      | Pos  | Pts |
| ---- | ------ | ----- | ------- | ------- | ----- | ----- | ------ | ----- | ------- | ----- | ------ | ------ | ------- | ------- | ------- | ---- | --- |
| 2009 | Honda  | AUS   | QAT     | SPA     | NED   | ITA   | RSA    | USA   | SMR     | GBR   | CZE 18 | GER 16 | ITA Ret | FRA Ret | POR Ret | NC   | 0   |
| 2010 | Honda  | AUS   | POR     | SPA     | NED   | ITA   | RSA    | USA   | SMR     | CZE   | GBR 10 | GER    | ITA     | FRA     |         | 25.º | 6   |
| 2011 | Honda  | AUS 3 | EUR Ret | NED Ret | ITA 5 | SMR 3 | SPA 2  | CZE 6 | GBR Ret | GER 3 | ITA 2  | FRA 2  | POR Ret |         |         | 6.º  | 129 |
| 2012 | Honda  | AUS 5 | ITA 2   | NED Ret | ITA 2 | EUR 1 | SMR 18 | SPA 1 | CZE 4   | GBR 2 | RUS 12 | GER 13 | POR 5   | FRA 2   |         | 3.º  | 172 |
| 2013 | Yamaha | AUS 2 | SPA Ret | NED 1   | ITA 1 | GBR 1 | POR 1  | ITA 2 | RUS C   | GBR 2 | GER 1  | TUR 2  | FRA 2   | SPA 1   |         | 1.º  | 250 |

### Campeonato del Mundo de Motociclismo

#### Por temporada
| Temp. | Cat.   | Moto     | Equipo                      | Carreras | Victorias | Podios | Poles | V.Ráp. | Pts  | Pos  |
| ----- | ------ | -------- | --------------------------- | -------- | --------- | ------ | ----- | ------ | ---- | ---- |
| 2014  | Moto2  | Speed Up | Speed Up Racing             | 18       | 0         | 0      | 0     | 0      | 60   | 14.º |
| 2015  | Moto2  | Speed Up | Speed Up Racing             | 18       | 1         | 5      | 3     | 1      | 186  | 4.º  |
| 2016  | Moto2  | Kalex    | Federal Oil Gresini Moto2   | 18       | 2         | 6      | 5     | 2      | 175  | 5.º  |
| 2017  | MotoGP | Aprilia  | Aprilia Racing Team Gresini | 18       | 0         | 0      | 0     | 0      | 5    | 25.º |
| 2018  | Moto2  | KTM      | Swiss Innovative Investors  | 18       | 0         | 0      | 0     | 0      | 49   | 16.º |
| 2019  | Moto2  | Kalex    | Federal Oil Gresini Moto2   | 19       | 0         | 0      | 0     | 0      | 66   | 16.º |
| 2020  | Moto2  | Kalex    | EG 0,0 Marc VDS             | 14       | 3         | 7      | 3     | 3      | 196  | 3.º  |
| 2021  | Moto2  | Kalex    | Elf Marc VDS Racing Team    | 18       | 3         | 5      | 6     | 3      | 190  | 4.º  |
| 2022  | Moto2  | Kalex    | Elf Marc VDS Racing Team    | 12       | 0         | 2      | 1     | 1      | 55   | 19.º |
| 2023  | Moto2  | Kalex    | Elf Marc VDS Racing Team    | 20       | 1         | 1      | 2     | 2      | 104  | 12.º |
| Total |        |          |                             | 173      | 10        | 26     | 20    | 12     | 1095 |      |

#### Por categoría
| Cat.   | Temporadas           | 1.er Gran Premio | 1.er Podio    | 1.ª Victoria  | Carreras | Victorias | Podios | Poles | V.Ráp. | Pts  | CM |
| ------ | -------------------- | ---------------- | ------------- | ------------- | -------- | --------- | ------ | ----- | ------ | ---- | -- |
| Moto2  | 2014–2016, 2018–2023 | Catar 2014       | Américas 2015 | Américas 2015 | 155      | 10        | 26     | 20    | 12     | 1090 | 0  |
| MotoGP | 2017                 | Catar 2017       |               |               | 18       | 0         | 0      | 0     | 0      | 5    | 0  |
| Total  | 2014–2023            | 2014–2023        | 2014–2023     | 2014–2023     | 173      | 10        | 26     | 20    | 12     | 1095 | 0  |

#### Carreras por año
(Carreras en negrita indica pole position, carreras en cursiva indica vuelta rápida)
| Año  | Categoría | Moto     | 1       | 2       | 3       | 4       | 5       | 6       | 7       | 8       | 9       | 10      | 11      | 12      | 13      | 14      | 15      | 16      | 17      | 18      | 19      | 20    | Pos  | Pts |
| ---- | --------- | -------- | ------- | ------- | ------- | ------- | ------- | ------- | ------- | ------- | ------- | ------- | ------- | ------- | ------- | ------- | ------- | ------- | ------- | ------- | ------- | ----- | ---- | --- |
| 2014 | Moto2     | Speed Up | QAT 6   | AME 16  | ARG 8   | SPA Ret | FRA 9   | ITA 8   | CAT Ret | NED Ret | GER 20  | IND 24  | CZE Ret | GBR 7   | RSM 18  | ARA 9   | JPN Ret | AUS 5   | MAL Ret | VAL 7   |         |       | 13.º | 69  |
| 2015 | Moto2     | Speed Up | QAT Ret | AME 1   | ARG 3   | SPA 20  | FRA 4   | ITA 4   | CAT 4   | NED 3   | GER 5   | IND Ret | CZE 5   | GBR 6   | RSM Ret | ARA 3   | JPN 8   | AUS 2   | MAL 13  | VAL 5   |         |       | 4.º  | 186 |
| 2016 | Moto2     | Kalex    | QAT 9   | ARG 2   | AME 2   | SPA 1   | FRA 6   | ITA 3   | CAT 6   | NED 4   | GER Ret | AUT Ret | CZE 3   | GBR 21  | RSM Ret | ARA 1   | JPN Ret | AUS Ret | MAL Ret | VAL 4   |         |       | 5.º  | 175 |
| 2017 | MotoGP    | Aprilia  | QAT 18  | ARG Ret | AME Ret | SPA 16  | FRA 14  | ITA 19  | CAT 19  | NED Ret | GER Ret | CZE 18  | AUT 20  | GBR Ret | RSM Ret | ARA 22  | JPN 13  | AUS 19  | MAL Ret | VAL Ret |         |       | 25.º | 5   |
| 2018 | Moto2     | KTM      | QAT Ret | ARG 13  | AME 24  | SPA 8   | FRA 13  | ITA Ret | CAT 9   | NED 9   | GER 5   | CZE 9   | AUT Ret | GBR C   | RSM Ret | ARA 20  | THA Ret | JPN 17  | AUS 14  | MAL 15  | VAL Ret |       | 16.º | 49  |
| 2019 | Moto2     | Kalex    | QAT 6   | ARG Ret | AME 7   | SPA Ret | FRA Ret | ITA 9   | CAT 9   | NED Ret | GER 11  | CZE Ret | AUT 24  | GBR Ret | RSM 5   | ARA 5   | THA Ret | JPN Ret | AUS 20  | MAL Ret | VAL 10  |       | 16.º | 66  |
| 2020 | Moto2     | Kalex    | QAT DNS | SPA 4   | AND 4   | CZE 2   | AUT 4   | EST DSQ | RSM 8   | ERM 3   | CAT 2   | FRA 1   | ARA 1   | TER 1   | EUR Ret | VAL 14  | POR 3   |         |         |         |         |       | 3.º  | 196 |
| 2021 | Moto2     | Kalex    | QAT 1   | DOH 1   | POR Ret | SPA 3   | FRA Ret | ITA Ret | CAT 7   | GER 5   | NED 4   | EST 14  | AUT 4   | GBR 4   | ARA Ret | RSM 4   | AME Ret | ERM 1   | ALG 3   | VAL 7   |         |       | 4.º  | 190 |
| 2022 | Moto2     | Kalex    | QAT 3   | INA 4   | ARG 10  | AME Ret | POR Ret | SPA Ret | FRA DNS | ITA Ret | CAT Ret | GER 3   | NED Ret | GBR DNS | AUT     | RSM     | ARA     | JPN DNS | THA 19  | AUS 12  | MAL DNS | VAL   | 19.º | 55  |
| 2023 | Moto2     | Kalex    | POR 7   | ARG 10  | AME 13  | SPA 1   | FRA 15  | ITA Ret | GER 7   | NED 11  | GBR 7   | AUT Ret | CAT 9   | RSM Ret | IND 19  | JPN Ret | INA 10  | AUS Ret | THA 14  | MAL 7   | QAT 12  | VAL 7 | 12.º | 104 |

### Campeonato Mundial de Superbikes

#### Por temporada
| Temp. | Moto                 | Equipo                   | Carreras | Victorias | Podios | Poles | V.Ráp. | Pts | Pos  |
| ----- | -------------------- | ------------------------ | -------- | --------- | ------ | ----- | ------ | --- | ---- |
| 2024  | Ducati Panigale V4 R | Elf Marc VDS Racing Team | 30       | 0         | 0      | 0     | 1      | 53  | 18.º |
| 2025  | Ducati Panigale V4 R | Elf Marc VDS Racing Team | 9        | 0         | 1      | 1     | 0      | 52* | 6.º* |
| Total |                      |                          | 39       | 0         | 1      | 1     | 1      | 105 |      |

- * Temporada en curso.

#### Carreras por año
(Carreras en negrita indica pole position, carreras en cursiva indica vuelta rápida)
| Año  | Moto   | 1      | 1     | 1     | 2       | 2      | 2      | 3       | 3     | 3     | 4       | 4       | 4      | 5      | 5     | 5      | 6      | 6       | 6       | 7   | 7   | 7   | 8       | 8      | 8       | 9       | 9      | 9      | 10      | 10      | 10      | 11     | 11     | 11      | 12     | 12     | 12     | Pos. | Pts |
| Año  | Moto   | R1     | CS    | R2    | R1      | CS     | R2     | R1      | CS    | R2    | R1      | CS      | R2     | R1     | CS    | R2     | R1     | CS      | R2      | R1  | CS  | R2  | R1      | CS     | R2      | R1      | CS     | R2     | R1      | CS      | R2      | R1     | CS     | R2      | R1     | CS     | R2     | Pos. | Pts |
| ---- | ------ | ------ | ----- | ----- | ------- | ------ | ------ | ------- | ----- | ----- | ------- | ------- | ------ | ------ | ----- | ------ | ------ | ------- | ------- | --- | --- | --- | ------- | ------ | ------- | ------- | ------ | ------ | ------- | ------- | ------- | ------ | ------ | ------- | ------ | ------ | ------ | ---- | --- |
| 2024 | Ducati | AUS 13 | AUS 8 | AUS 7 | BAR Ret | BAR 11 | BAR 12 | NED 19  | NED 7 | NED 6 | MIS Ret | MIS Ret | MIS 13 | GBR 19 | GBR 8 | GBR 16 | CZE 12 | CZE Ret | CZE DNS | POR | POR | POR | FRA Ret | FRA 16 | FRA Ret | ITA Ret | ITA 14 | ITA 11 | ARA Ret | ARA DNS | ARA DNS | EST 13 | EST 15 | EST Ret | SPA 13 | SPA 17 | SPA 14 | 18.º | 53  |
| 2025 | Ducati | AUS 10 | AUS 5 | AUS 6 | POR Ret | POR 6  | POR 11 | NED Ret | NED 2 | NED 4 | ITA     | ITA     | ITA    | CZE    | CZE   | CZE    | MIS    | MIS     | MIS     | GBR | GBR | GBR | HUN     | HUN    | HUN     | FRA     | FRA    | FRA    | ARA     | ARA     | ARA     | EST    | EST    | EST     | SPA    | SPA    | SPA    | 6.º* | 52* |

- * Temporada en curso.